# Schule

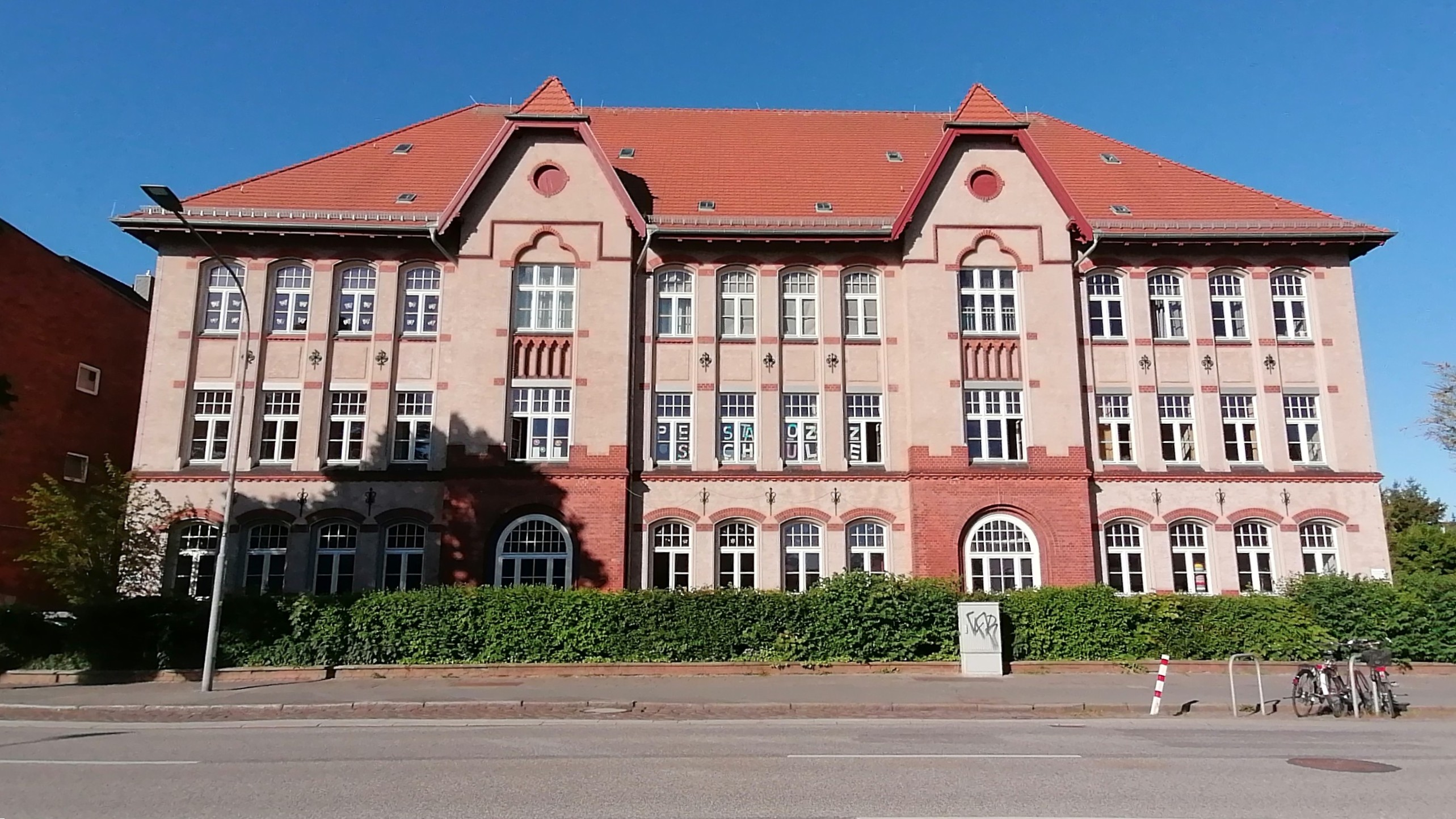
Pestalozzi-Schule in Lübeck, genannt nach dem schweizerischen Pädagogen Johann Heinrich Pestalozzi

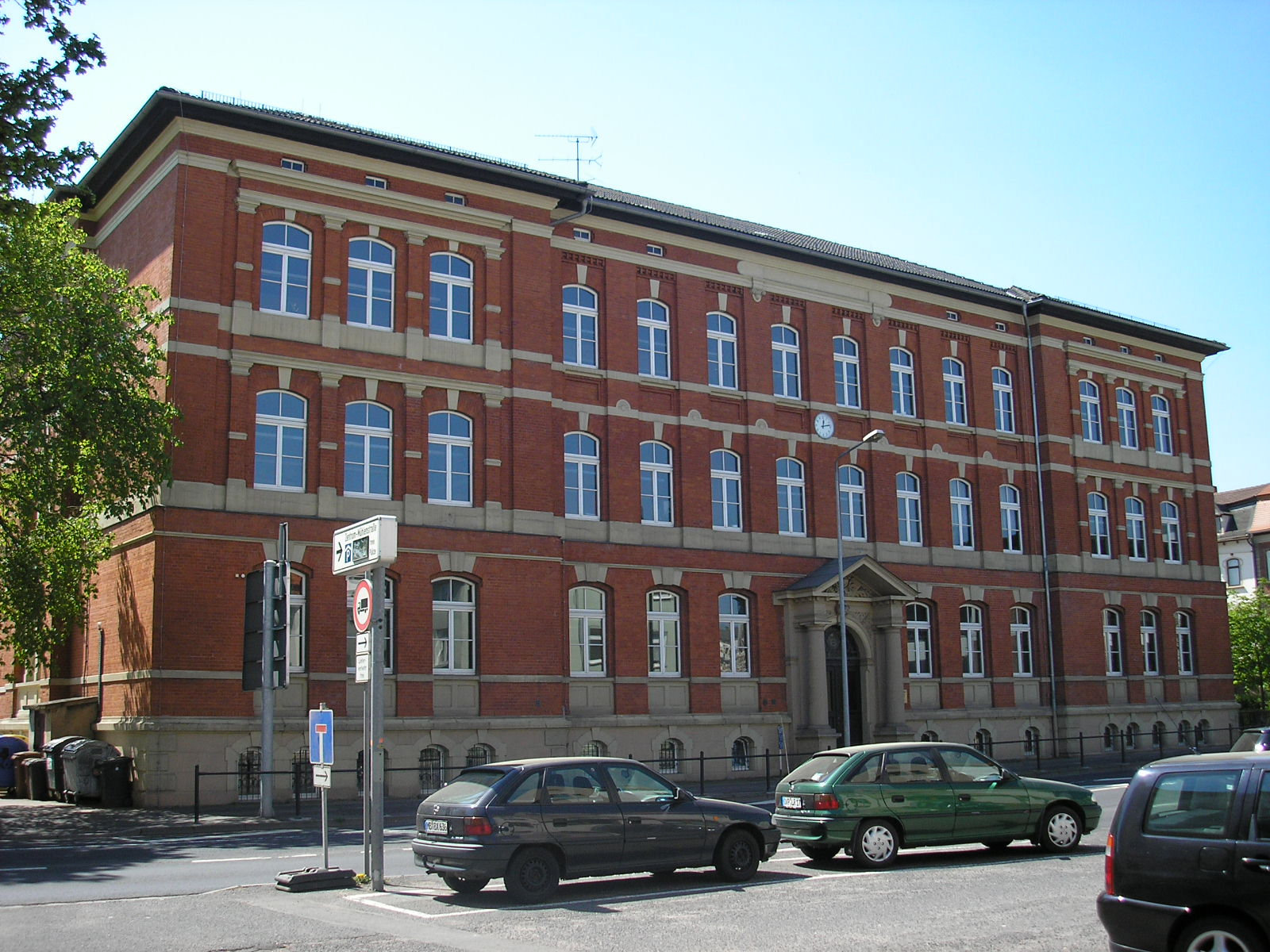
Goetheschule Ilmenau, typisches Schulgebäude aus der Gründerzeit

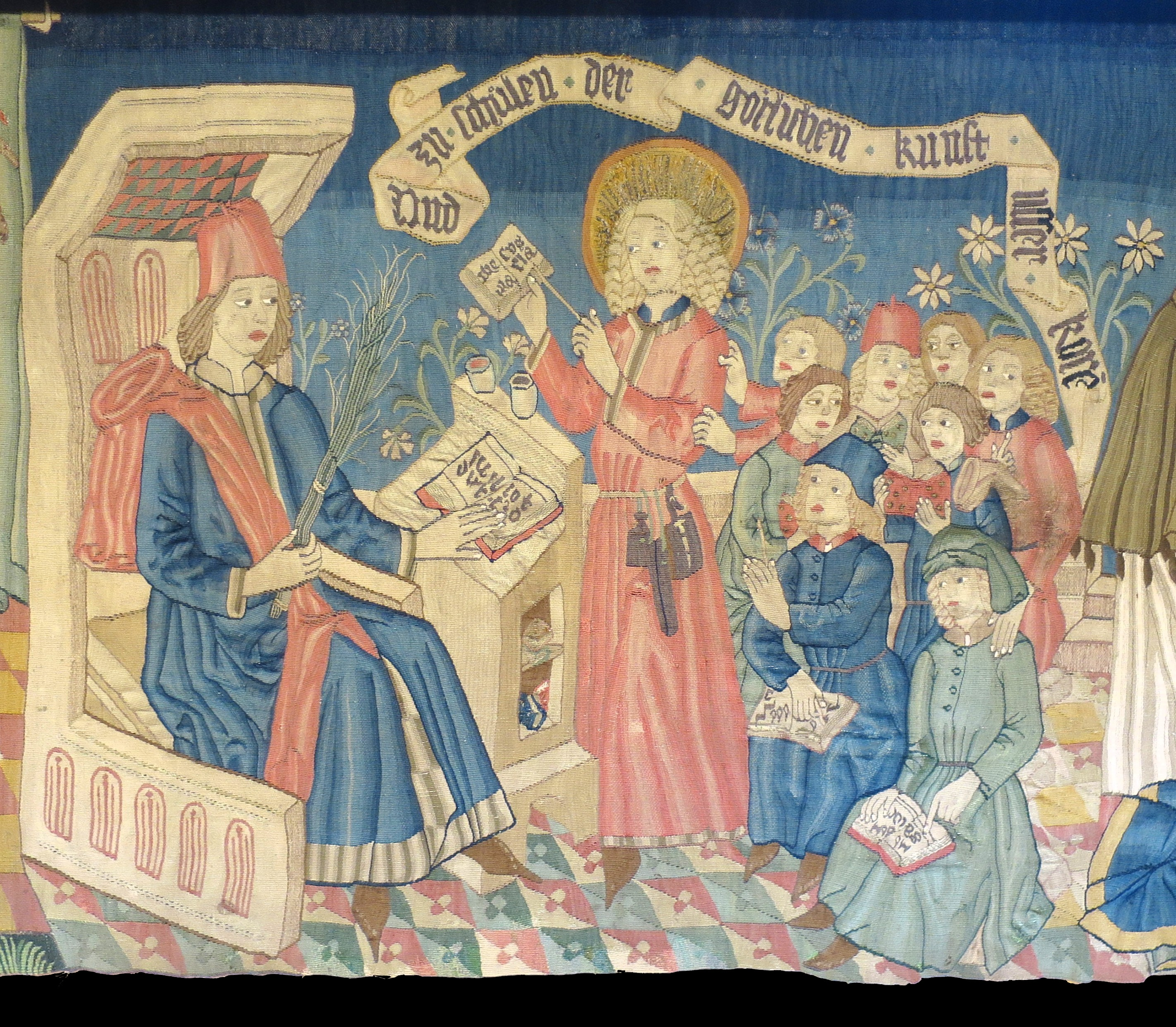
Schulklasse Ende 15. Jahrhundert

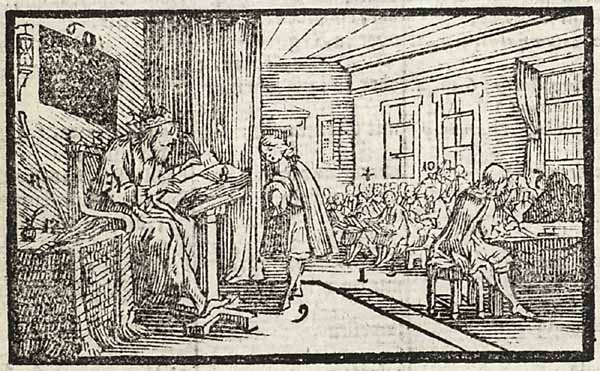
Schulklasse im 18. Jahrhundert

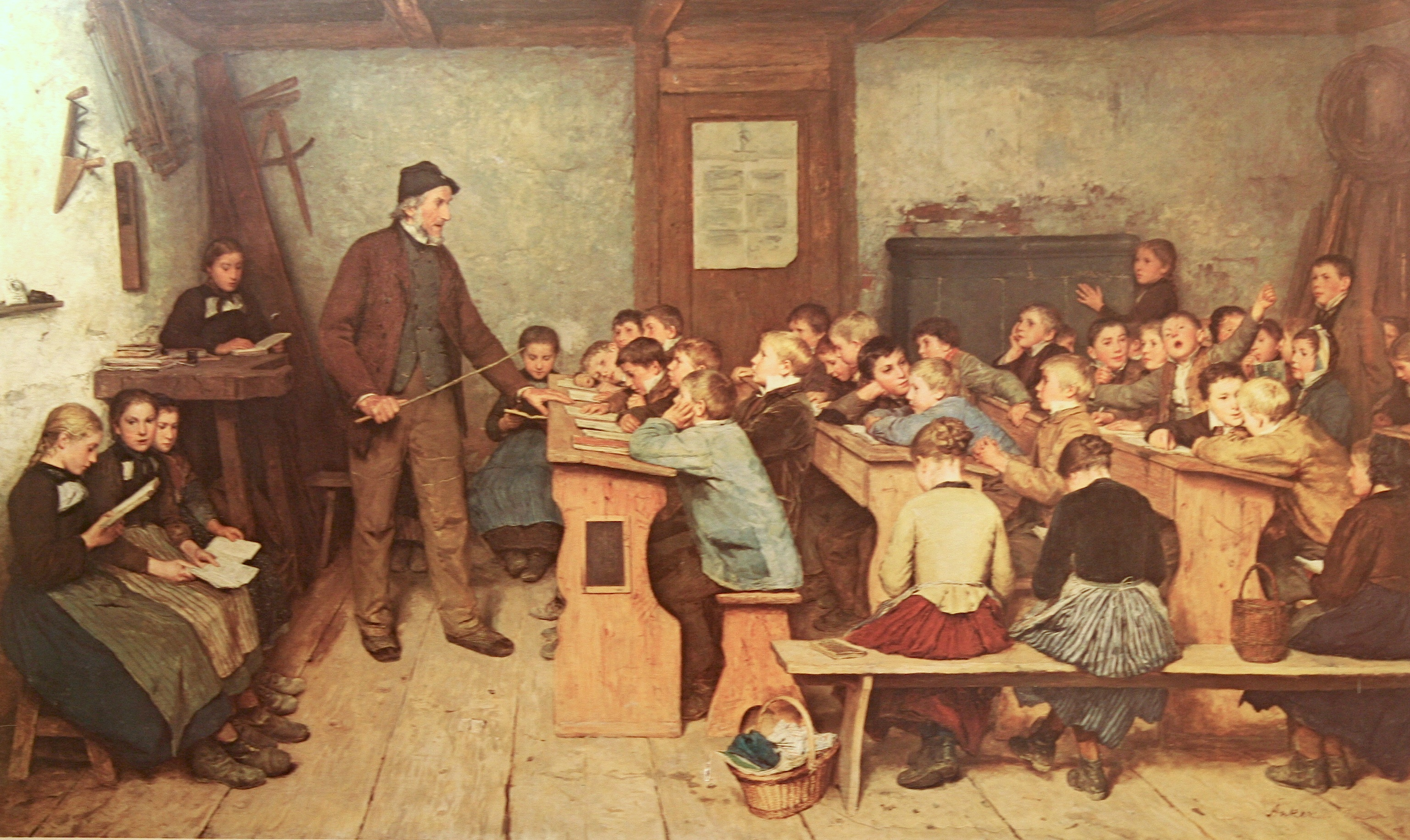
Albert Anker: Die Dorfschule von 1848 (1896)

Schule des PAIGC in Guinea-Bissau in den befreiten Gebieten, 1974

Die Schule (lateinisch schola von altgriechisch σχολή [skʰoˈlɛː]) ist eine Institution. Sie wird auch Bildungsanstalt oder Lehranstalt genannt. Ihr Bildungsauftrag besteht im Lehren und Lernen, also in der Vermittlung von Wissen und Können durch Lehrer und Pädagogen an Schüler, aber auch in der Wertevermittlung und in der Erziehung und Bildung zu mündigen, sich verantwortlich in die Gesellschaft einbringenden Persönlichkeiten.  
Die Ursprungsbedeutungen sind „Müßiggang“, „Muße“, später „Studium“ und „Vorlesung“.

## Geschichte
Wortlisten aus Sumer lassen vermuten, dass es Schulen schon seit dem 4. Jahrtausend v. Chr. gibt. Schultexte aus dem 3. Jahrtausend v. Chr. als direkte Belege wurden im sumerischen Schuruppak (im heutigen Irak) gefunden. Die sumerischen Schulen, in denen die Schulbänke aus Lehmziegeln bestanden, wurden als Tafelhäuser bezeichnet. Als Fächer lassen sich Rechnen, Zeichnen und Sumerisch, d. h. Lesen und Schreiben, bestimmen. Im Unterricht wurden Aufsätze, Fabeln, Weisheitslehren, Hymnen und Epen verfasst. Die „Väter“ genannten Lehrer zeigten zum Teil Humor, wie die Lehrgeschichte Fabel vom klugen Wolf und den neun dummen Wölfen zeigt, die die Schüler abschreiben mussten.
Im Alten Ägypten war der Schulbesuch nur den Wohlhabenden möglich, da die Kinder der gesellschaftlichen Unterschicht, größtenteils Bauern und einfache Handwerker, ihren Eltern meist bei der Arbeit helfen mussten. Wer schreiben konnte, genoss ein hohes Ansehen und hatte so die Möglichkeit, Priester oder Beamter zu werden. Mädchen besuchten im Alten Ägypten ebenfalls die Schule, auch wenn dies seltener vorkam als bei Jungen. Unterrichtet wurde für gewöhnlich in Tempelschulen und Verwaltungsgebäuden. Die Erziehung in diesen Einrichtungen war sehr streng, sodass auch körperliche Züchtigung deren fester Bestandteil war. Geschrieben wurde auf Ostrakon, da Papyrus zu kostbar für einfache Schreibübungen war. Unterrichtsgegenstände waren Lesen und Schreiben, Mathematik, Geographie, Geschichte, Astronomie, Bildhauerei, Malerei und auch Sport.
Im antiken Griechenland herrschte keine einheitliche Staatsform, da sich das Land aus zahlreichen Stadtstaaten (Polis) zusammensetzte. Daher unterschied sich das Leben von Region zu Region. Während das kriegsorientierte Sparta die Ausbildung der Jungen auf militärische Ziele legte, konnten die Kinder wohlhabender Familien Athens allgemein bildende Schulen besuchen. Dennoch gab es auch in Athen weder eine Schulpflicht noch öffentliche Schulgebäude, sondern die Kinder wurden beim Lehrer zuhause unterrichtet. Anders als im Alten Ägypten hatten die Lehrer im antiken Griechenland nur geringes Ansehen und wurden schlecht bezahlt. Dies änderte sich erst langsam ab 500 v. Chr. Als Schreibstoff benutzten die Schüler Wachstafeln, weniger den teuren Papyrus. Bedeutender als Lesen und Schreiben war für die Griechen eventuell die Musik. Weil es noch keine Noten gab, mussten die Schüler auf ihren Instrumenten dem Lehrer nachspielen. Auch der Gesang wurde gelehrt, da Sänger im antiken Griechenland sehr geachtet waren, sowie außerdem Sport, sodass die Schüler an großen Wettkämpfen teilnehmen konnten.
In der Römischen Republik übernahmen die Eltern den Unterricht selbst oder bezahlten Lehrer. Es gab keine Schulpflicht und auch keine öffentliche Schulform. Erst in der Römischen Kaiserzeit wurden wenige öffentliche Schulen gegründet. Die Schüler schrieben wie im antiken Griechenland auf Wachstafeln. Der Mathematik wurde eher geringe Bedeutung beigemessen, und die meisten Lehrer genossen (teils als Sklaven) nach wie vor kein hohes Ansehen. Der Unterricht fand teilweise auf dem Forum oder anderen öffentlichen Plätzen statt, wo es immer sehr laut war. Die körperliche Züchtigung war keine Seltenheit.
Im mittelalterlichen Europa gab es zunächst nur kirchliche Schulen in Klöstern, in denen der Unterricht im Lesen und Schreiben den Mönchen zufiel. Cassiodor verfasste im 6. Jahrhundert eine später „Lehrplan“ genannte Studienordnung. Dieses Werk kanonisierte das wesentliche Wissen für die Schule. Er sah seine Klosterakademie als Bildungsgemeinschaft. Seine Schulpraxis stützte sich formal auf die ciceronische Überzeugungsrhetorik als erzieherischem Lehransatz. Dieser Lehrplan fand erst nach dem Tod Cassiodors in dem politisch geschaffenen abendländischen Kulturraum eine Überlieferung in verschiedene Erscheinungsformen der Schule. Karl der Große ließ Schulen an allen Bischofssitzen einrichten. Erst ab dem 13. Jahrhundert wurden langsam öffentliche Schulen in den Städten eingerichtet. Holztafeln oder Wachsplatten dienten wie in Rom als Schreibutensilien.
Obwohl das calvinistische Genf 1536 und in der Folge andere Stände sowie das Herzogtum Pfalz-Zweibrücken 1592 als kleinere staatliche Einheiten die allgemeine Schulpflicht eingeführt hatten und die Stadt Straßburg auch schon im Jahre 1598 mit einem entsprechenden Gesetz gefolgt war, existierte in den meisten europäischen Staaten erst ab dem 18. Jahrhundert eine flächendeckende Unterrichts- bzw. Bildungspflicht (Österreich 1774, Schweiz, USA), die einen Hausunterricht oder eine Schulpflicht einschließt (Liechtenstein 1805, Frankreich 1882, Deutschland 1919).
Siehe auch: Chengdu Shishi Zhongxue, Liste der ältesten Schulen im deutschen Sprachraum, Paideia, Römische Erziehung, Sieben Freie Künste, Humanismus, Deutsches Bildungssystem, Bildungsreform, Residential Schools (Kanada)

## Schule im deutschen Sprachraum
Schulen werden je nach Schulträger in Schulen in öffentlicher Trägerschaft oder Privatschulen unterschieden. Im Schul- und Bildungssystem gibt es den Primär-, Sekundär-, Postsekundär- und Tertiärbereich, wobei die International Standard Classification of Education (ISCED) diese Stufen noch weiter unterteilt und jede Stufe mehrere Jahrgangsstufen umfassen kann.

### Schule in Deutschland
Das Schulwesen in Deutschland ist in Primar-/Grund- und Sekundarschulen in mehreren Schulformen eingeteilt.
In Deutschland gibt es eine gesetzliche Schulpflicht, die sowohl den Schulträger wie die Eltern bindet.

#### Auftrag und Funktion
Der gesellschaftliche Auftrag der Schule, der in Deutschland meist im Schulgesetz eines Bundeslandes festgehalten wird, liegt in der Entwicklung der Schüler zu mündigen und verantwortungsvollen Persönlichkeiten. Sie soll Bildung, also Wissen, Fähigkeiten und Werte im Unterricht gezielt vermitteln. Die gesellschaftlichen Grundwerte sind durch das Grundgesetz vorgegeben. Als weitere Aufgaben werden verschiedentlich Erziehung zur Ehrfurcht vor dem Leben, zur Bewahrung der Umwelt und Verantwortung für künftige Generationen genannt.
Der Staat hat in der Schule gleichberechtigt neben den Eltern ein
Erziehungsrecht (BVerwG 6 B 65.07). Die schulische Persönlichkeitsbildung entbindet die Eltern nicht von ihrem Erziehungsauftrag, sondern ergänzt diesen. Die Eltern sollen bei innerschulischen Konflikten mäßigend auf ihre Kinder einwirken. Bei Wertkonflikten zwischen Eltern und Gesellschaft (z. B. in Fragen der Sexualität, Schwimmunterricht für muslimische Mädchen, Hausunterricht) sucht die Schule eine Lösung im Sinne des Kindes, muss aber wenn nötig auch gegen den Willen der Eltern die schulische Bildung durchführen. In Streitfällen entscheiden die zuständigen Verwaltungsgerichte.
Die klassischen Schulfunktionen laut Schultheorie sind:
- Qualifikation – Vorbereitung auf spätere Lebensanforderungen in Beruf, Privatleben und gesellschaftlichen Funktionen
- Sozialisation – Vermittlung gesellschaftlich erwünschten Verhaltens
- Selektion – Auslese und Zuweisung einer sozialen Position oder Berechtigung
- Legitimation – Vermittlung gesellschaftlicher Grundwerte zur Sicherung der Loyalität und Integration (Soziologie)

Qualifikation und Sozialisation vermitteln den Heranwachsenden zusätzlich zum elterlichen Beitrag das kulturelle Kapital einer Gesellschaft von den Grundfähigkeiten wie Schreiben und Lesen bis zum erfolgversprechenden Auftreten. Manche Gesellschaftskritiker sprechen von einem zusätzlichen „heimlichen Lehrplan“, der all das umfasst, was neben dem offiziellen Lernprogramm angeeignet wird, um Erfolg zu haben, beispielsweise die Bildung von Netzwerken mit den Mitschülern oder Schummelstrategien.
Die Schule erfüllt neben der Förderung auch die Funktion der Selektion, das heißt, die Heranwachsenden nach ihrer Leistungsfähigkeit einzuschätzen und ihnen am Ende der Schulzeit durch Vergabe von Schulabschlüssen für weitere Ausbildungsgänge eine vorläufige soziale Position zuzuweisen. Die schulische Funktion einer Berechtigungsvergabe ist im deutschen Schulwesen traditionell stärker ausgeprägt als etwa in den USA, wo andere Selektionsmechanismen greifen. Auf dem Wege dahin sind Entscheidungen zur Schullaufbahn zu treffen. In der demokratischen Gesellschaft soll jedem Schüler eine gerechte Chance gegeben werden. Die Realisierung von Chancengleichheit gehört zu den zentralen Streitpunkten der Bildungspolitik. Auch der angemessene Zeitpunkt der Selektion ist umstritten. Die Persönlichkeit der Schüler wird vorwiegend geprägt, sich gegenüber gestellten Leistungsanforderungen und ihrer Bewältigung positiv einzustellen. Kritiker der Selektionsfunktion wenden ein, dass die Schule faktisch weitgehend die soziale Schichtlage, in die jemand hineingeboren wird, reproduziert und insofern eine demokratische Chancengleichheit nur auf dem Papier existiert.
Loyalität zu gesellschaftlichen und politischen Normen stellt sicher, dass die bestehenden Institutionen und Verfahren überhaupt von der nächsten Generation akzeptiert werden und weiter funktionieren. Loyalitätssicherung ist in allen politischen Systemen eine zentrale Funktion des Bildungssystems. So war die Schule der DDR in höchstem Maße darauf ausgerichtet, die Existenz der DDR zu rechtfertigen (am Ende weitgehend erfolglos). In demokratischen Systemen ist die Ausbildung eines Demokratiebewusstseins eine Hauptaufgabe der gesellschaftswissenschaftlichen Fächer. Das Auftreten von jugendlichem politischem Extremismus führt in der Regel zu einer Verstärkung der gegensteuernden Schulaktivitäten im gefährdeten Bereich. In dieser Hinsicht erweist sich die Schule als ein die Gesellschaft stabilisierendes System.
Der staatliche Auftrag, Schulen zu unterhalten, kann vom Staat selbst (öffentliche Schulen) oder von privaten Trägern (nach Grundgesetz Art. 7 (4) (Privatschulen)) erfüllt werden. In engen Grenzen kann die Schulpflicht auch an Nicht-Schulen erfüllt werden. So können zum Beispiel Kinder, Jugendliche und junge Erwachsene mit einer geistigen Behinderung in Niedersachsen anstatt einer Regelschule oder einer Förderschule auch eine Tagesbildungsstätte besuchen. Die Aufsicht über alle Einrichtungen, in denen Schüler ihrer Schulpflicht nachkommen, liegt nach Art. 7 (1) GG beim Staat.

#### Schulrecht
Die rechtlichen Beziehungen zwischen den Angehörigen der Schule sind im Schulrecht geregelt. Über das Schulgesetz, Erlasse und Verordnungen sowie Lehrpläne werden die Schulangelegenheiten von den zuständigen Landesparlamenten und Kultusministerien geregelt. Der Schulleiter sorgt für die rechtsstaatliche Einhaltung aller Bestimmungen und ist der Empfänger von Beschwerden gegen die Lehrer. Bei der Leitung einer Schule konkurrieren das hierarchische Schulverwaltungsrecht (Schulleiter leitet die Schule) und das demokratische Schulmitbestimmungsrecht (Entscheidungsinstanzen der Schule sind die Gremien, zum Beispiel die Schulkonferenz) miteinander. Die Notengebung ist der Mitbestimmung durch Konferenzen weitgehend entzogen, während Entscheidungen über die Nichtversetzung von Schulgremien getroffen werden.
Über die einzelnen Schulen wachen auf verschiedenen Ebenen (je nach Schulform) die Schulaufsicht sowie die für Schule zuständigen Ministerien (ebenfalls mit verschiedenen Namen in den Bundesländern). Der direkte Vorgesetzte des Schulleiters ist meist ein Schulrat, ein Schulamtsdirektor oder ein Regierungsschuldirektor. Rechtsstreitigkeiten kommen vor die Verwaltungsgerichte.
Zur Schulrechtskunde gibt es eine umfangreiche juristische Literatur, z. B. aktuell maßgeblich von Hermann Avenarius.

#### Aufbau und Organisation
Die Organisation einer Schule beruht auf einer Schulgemeinschaft.
Sie besteht je nach Schulart und Ausstattung aus:
- Schulleiter
- dessen Stellvertreter (in der Regel an Schulen mit mehr als 180 Schülern)
- dessen zweitem Stellvertreter (in der Regel an Schulen mit mehr als 540 Schülern, nicht in allen Schulformen)

Die Amtsbezeichnung der Schulleiter und Stellvertreter variiert je nach Bundesland und Schulform. An manchen Schulen gibt es darüber hinaus noch Funktionsträger in leitender Funktion (die je nach Bundesländern und Schulform eigene Bezeichnungen tragen), so zum Beispiel die Abteilungsleiter an Gesamtschulen in Nordrhein-Westfalen.
- Lehrpersonal als Beamte oder Tarifbeschäftigte

Je nach Schule wird diese Organisation ergänzt durch:
- Schulärzte (an Waldorfschulen)
- Schulkindergartenleiterinnen an Grundschulen (nicht mehr in allen Bundesländern)
- Sozialpädagogische Fachkräfte an Grundschulen (oftmals ehemalige Schulkindergartenleiterinnen)
- Pädagogische Unterrichtshilfen an bestimmten Förderschulen
- Sozialpädagogen/Sozialarbeiter, Schulpsychologen (meist an Haupt- und Gesamtschulen)
- Schulassistenten (eventuell unter verschiedenen Namen)

Schulen als demokratische Einrichtungen unterliegen der Beteiligung der Beschäftigten (Lehrer) sowie der Eltern, Schüler und weiterer gesellschaftlicher Gruppen:
- Lehrerrat
- Elternvertretung
- Schülervertretung

Auf der Seite des Schulträgers bestimmt der Rat nach vorbereitender Arbeit im Schulausschuss (der je nach Zuschnitt des jeweiligen Schulträgers auch anders heißen kann). In diesem sind auch weitere gesellschaftliche Gruppen vertreten (Kirchen, Ortslehrerschaft, Sportverband…).
Organisatorisch ergänzend gibt es
- das Sekretariat
- den Hausmeister (Hauswart, Schulwart)
- Personal für Offene Ganztagsgrundschulen, im Ganztagsbetrieb der weiterführenden Schulen
- sonstiges Personal (Schulgärtner, Reinigungspersonal…)

#### Konferenzen
Die Zusammenarbeit in der Schule ist in Konferenzen organisiert. Die Beratungen sind nicht öffentlich. Die Konferenzen tragen verschiedene Bezeichnungen in den diversen Staaten und Ländern:
- Schulkonferenz: Sie ist das höchste beschlussfassende Gremium. Lehrer, Eltern und Schüler sind darin vertreten; den Vorsitz führt in der Regel der Schulleiter. Sie hat die Aufgabe, das Zusammenwirken von Schulleitung, Lehrern, Eltern, Schülern und der für die Berufserziehung Mitverantwortlichen zu fördern.
- Lehrerkonferenz/Gesamtkonferenz: Mitglieder sind alle Lehrer. Den Vorsitz führt in der Regel der Schulleiter.
- Fachkonferenz: Mitglieder sind alle Lehrer, die die Lehrbefähigung für das jeweilige Fach haben oder die es unterrichten. Den Vorsitz führt ein gewählter Lehrer, der Mitglied der Fachkonferenz ist. Schulleitungsmitglieder können jederzeit an Fachkonferenzen teilnehmen. Je nach Bundesland nehmen auch Vertreter der Eltern und Schüler stimmberechtigt oder beratend teil.
- Abteilungskonferenz: Besteht aus den Unterrichtenden einer Abteilung (an Berufskollegs z. B. Wirtschaft/Medien, Chemie, Sozialpädagogik usw.). Den Vorsitz führt der Abteilungsleiter bzw. einer der Abteilungsleiter. Die Tagesordnung besteht aus pädagogischen und organisatorischen Aspekten, die die Abteilung betreffen.
- Klassenkonferenz: Sie besteht aus allen in einer Klasse unterrichtenden Lehrern. Den Vorsitz führt in der Regel der Klassenlehrer. Bei Entscheidungen wie z. B. bei Zeugnissen, Wiederholungen oder Bildungsempfehlungen hat jedoch in manchen Bundesländern der Schulleiter den Vorsitz. Je nach Bundesland sind auch Eltern- und Schülervertreter stimmberechtigte oder beratende Mitglieder.
- Jahrgangskonferenz: Alle Lehrer der Parallelklassen im Jahrgang (nicht an allen Schulen) sind Mitglied. Den Vorsitz führt in der Regel ein Schulleitungsmitglied.
- Stufenkonferenz: Je nach Bundesland und Schultyp wird eine Stufenkonferenz eingerichtet. Alle Lehrer einer Schulstufe (Klassen 5, 6, 7; Klassen 8, 9, 10; Klassen 11, 12, 13) nehmen teil. Den Vorsitz führt in der Regel der Stufenleiter.

#### Schulpflicht
Der Besuch einer Schule ist in Deutschland durch die Schulpflicht vorgeschrieben. Üblicherweise gilt die Vollzeit-Schulpflicht bis zum neunten oder zehnten Pflichtschuljahr, das heißt vom sechsten bis zum fünfzehnten oder sechzehnten Lebensjahr. Rückstellungen sind unter Umständen möglich, neue Tendenzen legen den möglichen Schulbeginn bereits in das fünfte Lebensjahr. An die Vollzeit-Schulpflicht schließt sich in Deutschland die Berufsschulpflicht an, die in der Regel bis zum Abschluss einer Berufsausbildung oder bis zum Ende des zwölften Schulbesuchsjahres gilt.
Durch die Schulpflicht schreibt in Deutschland der Staat im Gegensatz zu einer Bildungspflicht sogar vor, wie und in welcher Form Bildung zu erfolgen hat. Hausunterricht, bei dem Schüler von ihren Eltern oder Privatlehrern unterrichtet werden, ist – von wenigen Ausnahmen abgesehen – in Deutschland unzulässig. Aus der Schulpflicht folgt eine Aufsichtspflicht der Schule über die Kinder und Jugendlichen.
Es ist daher auch falsch, die Schule als reine staatliche Dienstleistung zu betrachten, sondern sie stellt auch eine Ausübung von legitimer Macht dar und schränkt einige Grundrechte der Eltern und Kinder nach gesetzlichen Normen (Freizügigkeit, freie Berufswahl) ein. Deutlich wird das auch an dem Verbot der Kinderarbeit, das in einem engen Zusammenhang mit der Vollzeit-Schulpflicht steht. Insofern hat die Schule eine hoheitliche Funktion, die letztlich nur vom Staat geregelt werden darf.
Die Einschulung erfolgt seit dem 18. Jahrhundert nur einmal im Jahr. Es gibt aktuelle Überlegungen, dies zu ändern.

#### Schultypen

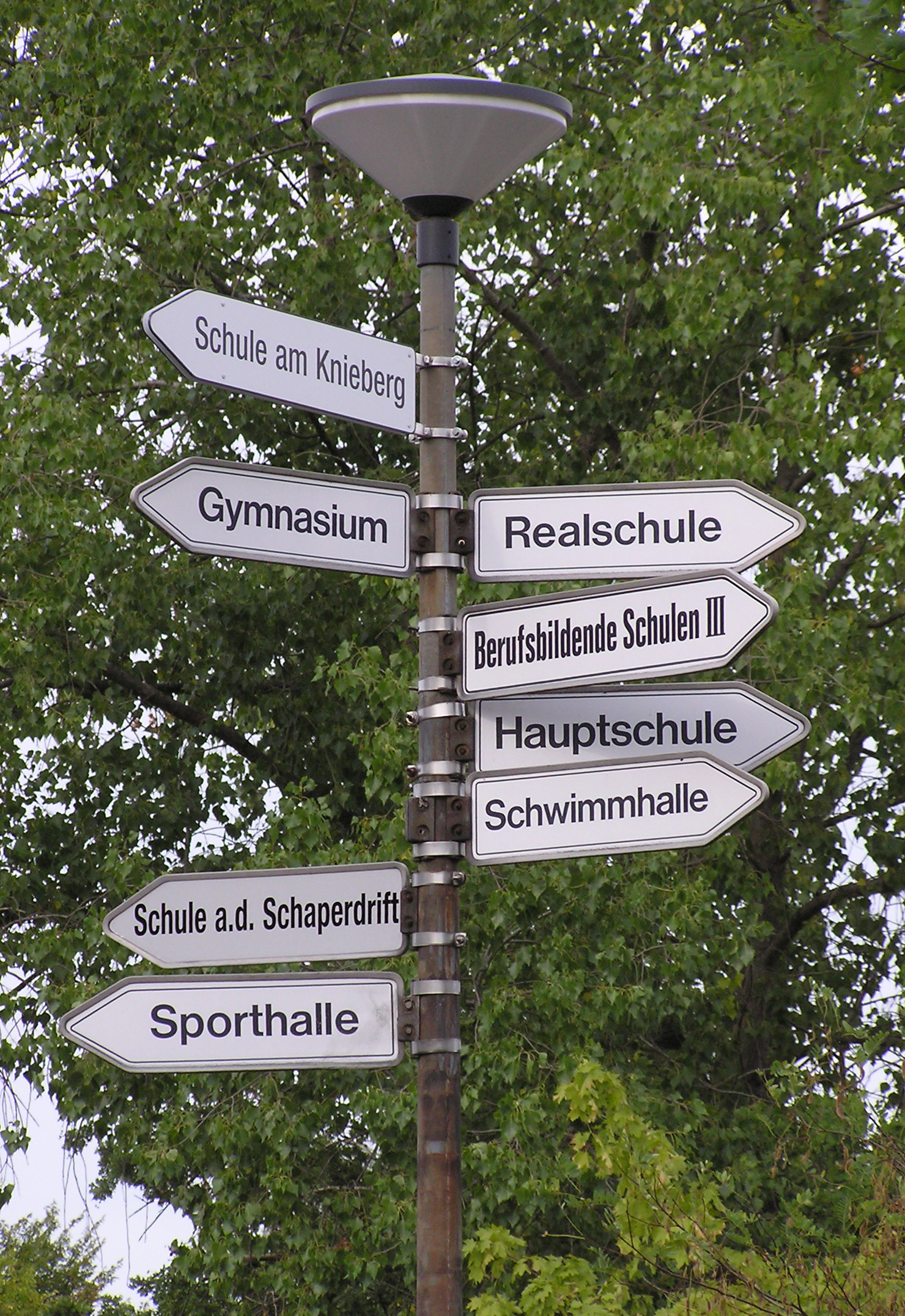
Ein Schulwegweiser in Lüneburg-Oedeme

In der Bundesrepublik Deutschland gab es 2019/20 insgesamt 42 660 Schulen, davon 32.332 allgemeinbildende, 8534 berufsbildende Schulen und 1794 Schulen des Gesundheitswesens. Das Bildungswesen steht unter der Hoheit der Bundesländer. Die Bezeichnungen und Unterrichtsinhalte der einzelnen Schultypen
können sich daher von Bundesland zu Bundesland unterscheiden. Die Kultusministerkonferenz vereinbart Regeln zur Vergleichbarkeit von Abschlüssen und andere Eckpunkte.
Schultypen (unvollständig):
- Vorschule
- Grundschule
- Förderschule / Sonderschule
- Hauptschule, Mittelschule, Abschlüsse Hauptschulabschluss/ Berufsreife, Mittlere Reife
- Realschule, Abschluss Mittlere Reife
- Gesamtschule, Gemeinschaftsschule (in Hamburg: Stadtteilschule), Abschlüsse Hauptschulabschluss, Mittlere Reife, Fachhochschulreife, Abitur
- Fachoberschule, Abschluss Fachhochschulreife
- Berufsschule, Berufsschulabschluss
- Gymnasium, Fachgymnasium, Abschluss Abitur, Fachhochschulreife
- Kolleg/ Berufskollegschule, Berufs- und Fachschulabschlüsse (auch in Verbindung mit allgemeinen Schulabschlüssen)
- Krankenpflegeschule, Berufsfachschule

#### Kosten
2019 gab Deutschland durchschnittlich etwa 8200 Euro pro Schüler an einer öffentlichen Schule aus, davon sind rund 6600 Euro Personalkosten, 1000 Euro Lehrmittel und 600 Euro Bau- und Sachinvestitionen. Dabei variieren die Ausgaben stark nach Schultyp und Land.
Für Schüler an allgemeinbildenden Schulen wurden durchschnittlich 8900 Euro ausgegeben, gegenüber 5700 Euro an beruflichen Schulen. Für Grundschulen betrugen die Durchschnittskosten pro Schüler 7100 Euro, bei integrierten Gesamtschulen und Gymnasien 9500/ 9300 Euro, bei Hauptschulen 11.200 Euro, bei Berufsschulen im dualen System 3500 Euro.
Das Bundesland mit den höchsten Ausgaben (außer den drei Stadtstaaten) war Bayern mit 9300 Euro, gefolgt von Baden-Württemberg mit 8800 Euro, während Nordrhein-Westfalen mit 7200 Euro die geringsten Kosten hatte. Bei den allgemeinbildenden Schulen erstrecken sich die Ausgaben pro Schüler von 10.300 Euro (Bayern) bis 7800 Euro (NRW).
Bei den beruflichen Schulen lag Thüringen (7200 Euro) auf dem ersten Platz, auf dem letzten Platz Mecklenburg-Vorpommern mit 4500 Euro pro Schüler.
Nicht einberechnet sind bei diesen Zahlen die Kosten des Schüler-BAföG.
Zu beachten ist, dass gemäß Hattie-Studie die Ausgaben für Schulen nicht unmittelbar mit dem Lernerfolg oder der Qualität des Schulsystems zusammenhängen, da insbesondere die Lernwirksamkeit durch den Mitteleinsatz für den Unterricht (ganz besonders durch den Personalmitteleinsatz) entscheidend beeinflusst wird. Anders gesagt, das Können und die Persönlichkeit der einzelnen Lehrkräfte spielen für die Lernwirksamkeit des Unterrichts eine zentrale Rolle. Oder noch anders ausgedrückt, ein hoher Sachmitteleinsatz könnte einen schlechten Personalmitteleinsatz nicht wettmachen, da die Lehrkräfte die entscheidende Größe für die Lernwirksamkeit des Unterrichts darstellen.

### Schultypen in Österreich
In Österreich ist das Schulwesen bundeseinheitlich geregelt.

### Schultypen in der Schweiz
In der Schweiz sind die Kantone für das Schulwesen zuständig.

### Schultypen in Liechtenstein
Im Fürstentum Liechtenstein ist das Schulwesen einheitlich geregelt.

## Schule in anderen Ländern

### Schule in Entwicklungsländern

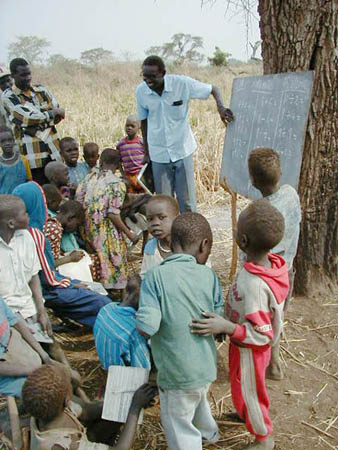
Dorfschule im Sudan, 2002

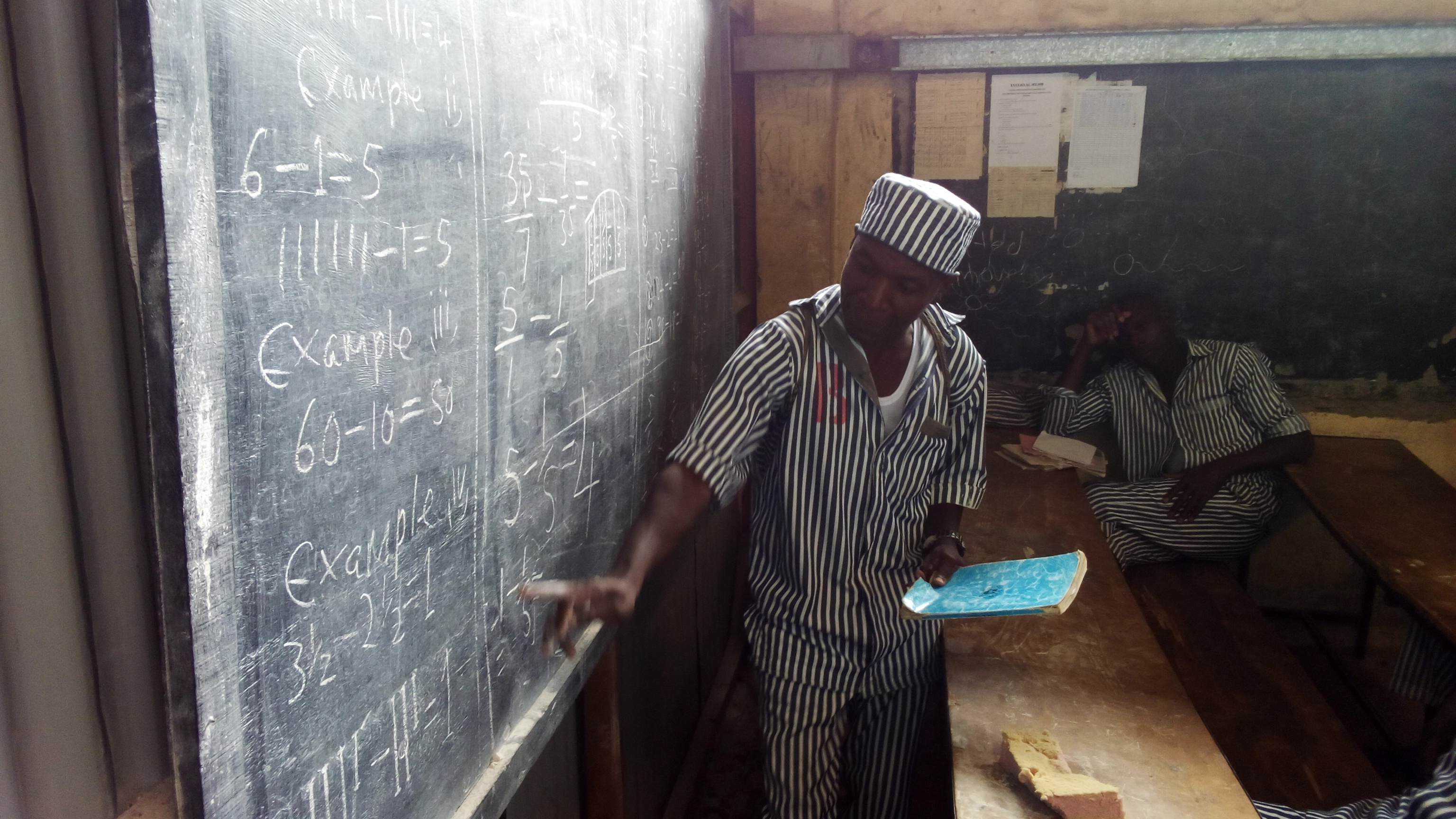
Schule im Gefängnis in Kenia

Da viele Entwicklungsländer zumeist auf Grund politischer Instabilitäten und Fehlentwicklungen weder über das erforderliche Budget noch über das notwendige Personal verfügen, sind qualifizierte Schulsysteme in diesen Ländern selten. Somit ist das Bildungsniveau in diesen Ländern über Jahrzehnte hinweg schlecht und einer der Hauptgründe für fehlende Demokratisierungsprozesse und fehlende wirtschaftliche Erfolge.
In den ehemaligen englischen Kolonien wie zum Beispiel Tansania, Kenia und Gambia orientiert sich das Schulwesen an dem der früheren Kolonialmacht. Es gibt auch noch die klassische Schuluniform. Eine Schulpflicht wird hier nicht durchgesetzt. Neben einem monatlichen Schulgeld müssen die Schüler auch die Schulmaterialien bezahlen sowie die Lehrkräfte finanziell unterstützen. Kinder aus wohlhabenden Familien gehen zumeist in England zur Schule.
Im subsaharischen Afrika sind seit den 1940er Jahren zahlreiche muslimische Schulen des Madrasa-Typs entstanden. In Nigeria hat das islamische Schulwesen besonders seit den 1970er Jahren rasant an Bedeutung zugenommen.

### Schulsysteme nach Staaten
Zu den Schulsystemen in europäischen Staaten siehe die Navigationsleiste unten.
- Schulsystem der DDR
- Schulsystem in der Sowjetunion
- Bildungssystem in Ghana
- Bildungssystem in Japan
- Schulsystem in Kanada
- Schulsystem in Nauru
- Schulsystem in Neuseeland
- Schulsystem in Südkorea
- Schulsystem der Vereinigten Staaten
- Schulsystem in der Volksrepublik China

Im 20. Jahrhundert:
- Schulsystem der DDR
- Bildung in der Sowjetunion

## Schulentwicklung
Der Begriff Schulentwicklung bezeichnet die Weiterentwicklung von Schulen in personeller (Personalentwicklung in Schulen) und organisatorischer Hinsicht. Ziel ist die inhaltliche Veränderung von Schule als Reaktion auf gesellschaftliche Rahmenbedingungen zu Beginn des 21. Jahrhunderts. Dieses Konzept ergibt sich aus der internen Diskussion der an der Schule beteiligten Akteure.

## Schulkritik
Seit dem 19. Jahrhundert erstreckte sich die Schulzeit für immer mehr Kinder auf längere Zeiten, die höheren Abschlüsse expandierten, die Schulformen und -abschlüsse differenzierten sich stärker, die gesellschaftlichen Ansprüche an die Schulergebnisse wuchsen.
Die Art der Wissensvermittlung und der Erziehungsauftrag der Schulen haben immer wieder öffentliche Kritik auf sich gezogen. Im ganzen im 20. Jahrhundert wurden die traditionellen Schulformen (Volksschule – Realschule – Gymnasium/Berufsschule) z. B. von der Reformpädagogik kritisiert, als Privatschulen entstanden bereits im Kaiserreich Alternativen, die Landerziehungsheime, 1919 die Waldorfschule. In den 1970er Jahren wurden im Zusammenhang mit den gesellschaftlichen Diskussionen Gesamtschulen für mehr Chancengleichheit und für eine antiautoritäre Erziehung Alternativschulen gegründet, z. B. die Glockseeschule in Hannover. Daneben ist die Bedeutung konfessioneller Schulen oder privater Internationaler Schulen gewachsen mit völlig anderen Zielen. Daher steht die staatliche Schule unter einem ständigen Reformdruck von verschiedenen, sich teilweise widersprechenden Seiten.

### Gegen Stofffülle und rein reproduktives Lernen
Eine kritische Position lautet, dass die gesamte Schule, vor allem aber mit einem Abitur nach der zwölften Jahrgangsstufe, sog. Bulimielernen begünstigt.
Viele Psychologen, Bildungs- und Hirnforscher, die sich mit der Frage nach besserer Bildung beschäftigen, äußern, dass Schüler viel mehr wissen könnten, wenn sie weniger Stoff zu lernen hätten, weil in immer kürzerer Zeit der meiste Stoff vergessen und oft, ob bewusst oder unbewusst, zum Bulimielernen als primäre Lernmethode gegriffen wird. Der deutsche Psychologe Thomas Städtler kritisiert, dass immer mehr Stoff in den Lehrplänen landet, ohne dabei anderen Stoff wegzunehmen, was dafür sorge, dass immer häufiger Bulimielernen zum Bestehen nötig werde. Er fordert in seinem Buch Die Bildungshochstapler: Warum unsere Lehrpläne um 90 % gekürzt werden müssen eine umfassende Kürzung der Lehrpläne. Andere entgegnen, dass in den letzten Jahren wegen der Kompetenzorientierung die Lehrpläne bereits stoffärmer geworden seien und diese bzgl. des Schulstoffs mehr Freiheiten geben als früher.
Auswendiglernen und reine Reproduktion von Fakten, Formeln, Sachverhalten, Wissen etc., wie es viele Schulen üblicherweise fordern, sei in den Augen vieler Kritiker in Zeiten der schnellen Informationsbeschaffung durch das Internet nicht mehr zeitgemäß. Es zeuge weder von Intelligenz noch sei es eine nützliche Fähigkeit, die Menschen in der heutigen Welt weit bringt. Nicht zuletzt auf Grund mangelnden Interesses seitens der Schüler und Zeitdrucks arte es in Bulimielernen aus. Selbstständiges Denken und das Erkennen von Problemen und anschließende Entwickeln von Lösungen für diese würden gehemmt und ein tiefgehendes Verständnis von Sachverhalten verhindert, da der Fokus in der Schule hauptsächlich darin läge, den für eine Prüfung vorgegebenen Stoff zu lernen, ohne die Notwendigkeit, die zugrunde liegenden Konzepte zu begreifen. In heutiger Zeit stünden deshalb laut Meinung vieler Eltern vielmehr Kompetenzen, Fähigkeiten sowie die Förderung der Kreativität für das spätere Berufsleben als Lernziele im Vordergrund.
Der deutsche Hirnforscher Gerhard Roth kritisiert das Schulsystem und die Art der Wissensvermittlung in seinem Buch Bildung braucht Persönlichkeit – Wie Lernen gelingt. „Alle Überprüfungen des Wissens, das junge Menschen fünf Jahre nach Schulabschluss noch besitzen“, zeigten, dass „das Schulsystem einen Wirkungsgrad besitzt, der gegen null strebt“. Schüler würden neu Gelerntes auf Grund von fehlhafter Wissensvermittlung schnell wieder vergessen. Damit Schüler Gelerntes länger im Kopf behalten, „müssen wir uns von dem Wahn verabschieden, möglichst viel Stoff in kürzester Zeit in die Schülerhirne zu trichtern“, denn „weniger Stoff, der systematisch wiederholt wird, wird effektiver gespeichert“. Der US-amerikanische Psychologe David Keirsey zeigt in seinen kritischen Essays, dass vom Schulsystem nur bestimmte Temperamenttypen gefördert, andere hingegen gehemmt werden.
Auch der deutsche Neurobiologe Gerald Hüther kritisiert, dass Abiturienten bereits zwei Jahre nach ihrem Abitur nur noch zehn Prozent von dem, was sie in der Schule gelernt haben, wissen würden. Seiner Ansicht nach müssen 100 Prozent angestrebt werden. Dies soll erreicht werden, indem man Schüler stärker von ihren Interessen statt von kultusministeriellen Vorgaben leiten lässt. Das bestehende Schulsystem sei auf die Probleme des letzten Jahrhunderts ausgelegt, scheitere jedoch bei heutigen Aufgaben. In einem Interview aus dem Jahr 2012 ging er davon aus, dass es in sechs Jahren Schule, wie wir sie kennen, nicht mehr geben wird. Er beendete das Interview mit dem Satz „Wir können es uns einfach nicht mehr leisten, Schüler durch Systeme zu schleusen, wo sie genau das verlieren, was sie für ihre Zukunft dringend brauchen: Leidenschaft, Eigenverantwortung und Lust, die Welt gemeinsam zu gestalten.“ Er vertritt die Meinung, dass Schulen absichtlich so schlecht sind, sodass aus ihnen möglichst unmündige Wähler hervorgehen und damit die Bedürfnisse möglichst vieler Menschen missachtet werden, wodurch diese sich so viele Ersatzbefriedigungen wie möglich suchen, „[…] damit wir genügend Kunden für den Müll haben, den wir hier ihnen andrehen wollen“.
Der deutsche Publizist Richard David Precht kritisiert in seinem Buch Anna, die Schule und der liebe Gott: Der Verrat des Bildungssystems an unseren Kindern das gesamte Schulsystem und die Art der Wissensvermittlung scharf. Seiner Meinung nach wird zu viel Zeit mit dem Auswendiglernen von Fakten und Sachverhalten verschwendet, das meist in Bulimielernen ausarte, und der ganze Stoff der Lehrpläne sei zu starr und nicht mehr zeitgemäß. Er ist der Meinung, dass im bestehenden Schulsystem Qualität und Quantität verwechselt werde, wenn es um den Lernstoff gehe. Auch die Regelung der immer 45 Minuten dauernden Unterrichtsstunden ist seiner Auffassung nach überholt.

### Anwendungsbezug und Vorbereitung auf die künftige Lebens- und Arbeitswelt
Weiter wird von Schülern, Lehrern und Eltern häufig kritisiert, dass einige Stoffe, die Schüler in Schulen lernen müssen, von ihnen als nicht sinnvoll für ihr Leben, beispielsweise da sie eine zu geringe Anwenderbasis hätten oder nur relativ wenig Bezug zum Alltag bestehe, empfunden werden. Auch wird kritisiert, dass umgekehrt einige Themen mit vergleichsweise hoher Anwenderbasis und Wichtigkeit in der heutigen Welt in vielen Schulen in Deutschland nicht gelehrt werden. Der österreichische Bundesschulsprecher Felix Wagner ist der Meinung, dass ein Schüler die Sinnhaftigkeit hinter dem, das er lernt, sehen muss, um den Lernstoff auch über einen längeren Zeitraum hinweg noch im Kopf zu behalten. So gaben bei einer Umfrage der Bundesschülervertretung mit 4.500 Oberstufenschülern und -schülerinnen 87 Prozent davon an, dass sie den in ihrer Schule vermittelten Lehrstoff nicht für sinnvoll halten. 50 Prozent der Schüler gaben an, sich durch ihren Schulalltag demotiviert zu fühlen. 50 Prozent gaben an, dass sie die Schule als gute Vorbereitung auf den weiteren Bildungs- und Lebensweg empfinden, und 63 Prozent der Schüler gaben an, das Gelernte kurz nach der Prüfung nicht mehr zu wissen. „Wenn ich die Sinnhaftigkeit dessen, was ich erlerne, nicht sehe, dann werde ich auch nicht versuchen, den Stoff lange zu behalten. Sinnvolles und effizientes Lernen sieht anders aus“, meint Wagner.
Der Ökonom Gerald Lembke ist der Meinung, dass das heutige Bildungssystem nicht den Anforderungen der zukünftigen Lebens- und Arbeitswelt gerecht werde. Stattdessen bilde das Schulsystem die Schüler für eine alte Zeit aus, sodass viele Schüler den zu lernenden Stoff auswendig lernen, ohne ihn zu verstehen. Dies führe dazu, „dass wir Leute produzieren, die mit den Anforderungen, die jetzt gesellschaftlich und ökonomisch auch durch die Digitalisierung auf uns eindreschen, überhaupt nicht umgehen können.“ „Unsere Arbeitskultur wird sich radikal verändern“, meint Lembke in seinem Buch Verzockte Zukunft. Wie wir das Potenzial der jungen Generation verspielen.
Von liberaler Seite wird ein besseres Wissen über die Wirtschaft, möglichst in einem Schulfach, gefordert, um die Marktwirtschaft unter Jugendlichen stärker zu verankern. Andere fordern mehr Gesundheitserziehung, Sport, ästhetische Erziehung oder demokratische Erziehung.
Precht fordert im Gegensatz zu anderen Kritikern eine neue Bildungsrevolution statt eine -evolution, weil das bestehende Schulsystem weder kindgerecht noch effektiv sei. Die Anforderungen der zukünftigen Lebens- und Arbeitswelt verlangten „nicht nach Köpfen, die wie Aktenordner mit totem Wissen angefüllt sind“, sondern nach „kreativen Problemlösern“, die das heutige Schulsystem jedoch nicht hervorbringe. Er kritisiert, dass im heutigen deutschen Schulsystem nach Fächern, zwischen denen keinerlei Zusammenhang besteht, gelehrt wird, was einer längst überholten Vorstellung des Lernens entspreche. Precht schlägt vor, in fachübergreifenden Phänomenen zu lernen, um Themen in ihrem realen Zusammenhang zu begreifen. Als das heutige Schulsystem entstand, „wusste man noch nichts über Lernen“. Heute wisse man viel besser, wie der Prozess des Lernens funktioniert, setze davon jedoch nichts in den Schulen um.

### Lernen unter Druck
Die allgemeinbildenden Schulen werden häufig beschuldigt, das Lernen bei Kindern eher zu verhindern als zu fördern, vor allem, indem die Unterrichtssituation Angst, Stress und Druck erzeuge. Pädagogen wie Francisco Ferrer oder Alexander Sutherland Neill gründeten freiere Schulen (Summerhill), während andere wie John Caldwell Holt im Unschooling eine Alternative sahen (vergleiche auch: Deschooling und Hausunterricht). Dies soll ein Motiv für vermehrten Drogenkauf sein. Diese Tendenz ist aber umstritten.

### Kritik an Alternativschulen
Umgekehrt wird den in Richtung antiautoritärer oder permissiver Erziehung tendierenden Alternativschulen ihrerseits von Wissenschaftlern und Pädagogen vorgeworfen, die eigentlichen Bedürfnisse sowohl des Kindes als auch der Gesellschaft zu missachten. So sieht die Psychologin Alice Miller bei diesen Ansätzen etwa eine bloße Umkehrung der „Herrschaftsverhältnisse“ vom Erzieher auf das Kind und damit ein Vernachlässigen der eigentlichen Erziehungsaufgaben. Der Pädagoge Bernhard Bueb spricht „von der Pflicht zu führen“ und dem Heranwachsenden eine ethische Orientierung vorzugeben.
Einige Alternativschulen gerieten überdies im Laufe der Jahre in die Kritik der Öffentlichkeit und verloren an Schüler- und Lehrernachwuchs. Manche mussten schließen, weil sich das antiautoritäre Erziehungsprinzip in der Praxis nicht bewährte, weil sich eine zu starke ideologische Orientierung herausstellte, weil die Abschlüsse staatlich nicht anerkannt wurden. Auch wurden unter dem Mantel der Freizügigkeit Missbrauchsfälle an Kindern und Jugendlichen in großer Zahl offenkundig und brachten den Reformcharakter in Verruf, wie etwa bei der Odenwaldschule.

## Schulmarketing, Werbung und Sponsoring
Zwar verbieten in Deutschland die meisten Bundesländer Werbung an Schulen, Sponsoring hingegen ist jedoch erlaubt. Kritiker bemängeln, dass den Schulleitern und Lehrern die Schulgesetze derzeit nur grobe Vorgaben machen, wie Werbung und Sponsoring in Schulen zu handhaben sei.

## Spezielle Schulen
- Abendschule
- Einheitsschule
- Europäische Schule
- Europaschule in Deutschland und in Österreich
- Hochbegabten-Schule
- Jagdschule
- Klippschule
- Kolonialschule
- Mädchenschule
- Privatschule (Schule in freier Trägerschaft)
- Sudbury-Schulen
- Waldorfschule

### Schulgeschichte
- Philippe Ariès: Geschichte der Kindheit. dtv, München 1978, 2003 (Ariès geht ausführlich auf die Geschichte der Schule in Frankreich ein).
- Hans-Georg Herrlitz u. a.: Deutsche Schulgeschichte von 1800 bis zur Gegenwart. Eine Einführung. Juventa Verlag, Weinheim 2005 (4. Aufl.), ISBN 3-7799-1724-6.
- Timo Hoyer: Sozialgeschichte der Erziehung. Von der Antike bis in die Moderne. Wissenschaftliche Buchgesellschaft, Darmstadt 2015, ISBN 978-3-534-17517-8. (Das Buch schließt die Geschichte der Schule ein)
- Franz-Michael Konrad: Geschichte der Schule. Von der Antike bis zur Gegenwart. C. H. Beck Verlag, München 2007, ISBN 978-3-406-55492-6 (eingeschränkte Vorschau in der Google-Buchsuche)
- Günter Ludwig: Cassiodor. Über den Ursprung der abendländischen Schule. Akademische Verlagsgesellschaft, Frankfurt am Main 1967.
- Horst F. Rupp: Schule/Schulwesen. In: TRE – Theologische Realenzyklopädie, hg. von Gerhard Müller. Band XXX. Walter de Gruyter, Berlin/New York 1999, S. 591–627.
- Horst Schiffler, Rolf Winkeler: Tausend Jahre Schule. Eine Kulturgeschichte des Lernens in Bildern , Belser, Darmstadt 1985. ISBN 978-3-7630-1265-7
- Wolfgang Schmale (Hrsg.): Revolution des Wissens? Europa und seine Schulen im Zeitalter der Aufklärung (1750–1825). Ein Handbuch zur europäischen Schulgeschichte. Winkler Verlag, Bochum 1991, ISBN 3-924517-33-9.
- Ingeborg Thümmel: Sozial- und Ideengeschichte der Schule für Geistigbehinderte im 20. Jahrhundert – zentrale Entwicklungslinien zwischen Ausgrenzung und Partizipation. Beltz Verlag, Weinheim 2003, ISBN 3-407-57205-0.

### Aktuelle Schuldiskussionen und Schulkritik
- Jutta Allmendinger: Schulaufgaben: Wie wir das Bildungssystem verändern müssen, um unseren Kindern gerecht zu werden, 2012, ISBN 978-3-570-55187-5.
- Sabine Czerny: Was wir unseren Kindern in der Schule antun … und wie wir das ändern können. Südwest Verlag, München 2010, ISBN 978-3-517-08633-0.
- John Taylor Gatto: Verdummt noch mal! Dumbing us down: Der unsichtbare Lehrplan oder Was Kinder in der Schule wirklich lernen, Genius Verlag, Bremen 2009, ISBN 3-934719-35-X
- Oliver Hauschke: Schafft die Schule ab: Warum unser Schulsystem unsere Kinder nicht bildet und radikal verändert werden muss. mvgverlag, München 2019, ISBN 978-3-7474-0042-5.
- Jürgen Kaube: Ist die Schule zu blöd für unsere Kinder? Rowohlt, Berlin 2019, ISBN 978-3-7371-0053-3.
- Annette Pfisterer: Schulkritik und die Suche nach Schulalternativen – ein Motor der Schulentwicklung? Rückblick und Ausblick an der Schwelle zum 21. Jahrhundert. Kovac Verlag, Hamburg 2003, ISBN 3-8300-0881-3.
- Richard David Precht: Anna, die Schule und der liebe Gott: Der Verrat des Bildungssystems an unseren Kindern. Goldmann, München 2013, ISBN 978-3-442-15691-7.
- Gerhard Roth: Bildung braucht Persönlichkeit: Wie Lernen gelingt, 2011, ISBN 978-3-608-94655-0.
- Thomas Städtler: Die Bildungs-Hochstapler: Warum unsere Lehrpläne um 90 % gekürzt werden müssen, 2010, ISBN 978-3-8274-2150-0.
- Friedrich H. Steeg: Lernen und Auslese im Schulsystem am Beispiel der „Rechenschwäche“. Peter Lang, Frankfurt am Main 1996, ISBN 3-631-30731-4.

## Rundfunkberichte
- Henry Bernhard: Digitalisierung – Mit Tablet statt Stift und Papier in die Schule, Deutschlandfunk – „Hintergrund“ vom 27. August 2018